# Pseudozarba mianoides
Pseudozarba mianoides là một loài bướm đêm trong họ Noctuidae.